# Michael Pedersen Friis
Pour les articles homonymes, voir Friis.
Michael Pedersen Friis, né le 22 octobre 1857 à Odense et mort le 24 avril 1944 à Copenhague, est un journaliste et homme d'État danois. Il est Premier ministre du Danemark d'avril à mai 1920.

## Biographie
Il est fonctionnaire au ministère de la justice de 1904 à 1911. Jusqu'en 1923 il exerce la fonction de curateur de l'État aux successions dans le cadre du « Overformynderiet » une institution juridique danoise. Pendant la Première Guerre mondiale il est président de la commission extraordinaire des réformes juridiques et administratives. Après la crise constitutionnelle au printemps 1920 à la suite du renvoi du premier ministre Carl Theodor Zahle par le roi Christian X de Danemark, Otto Liebe son successeur démissionne et Michael Friis est chargé de former un cabinet intérimaire jusqu'aux prochaines élections. Pendant son mandat il prépare les élections législatives et met en œuvre l'intégration dans le royaume du Danemark du territoire acquis à la suite des plébiscites du Schleswig de février et mars 1920. De 1928 à 1936 il préside une organisation pour la conservation de la Nature l'« Overfredningsnævnet ». 

## Source
- michael pedersen friis sur http://.deutsch-wort.de